# 加賀ヒカル
加賀 ヒカル（かが ひかる）は、日本の女性声優。主にアダルトゲームに声をあてている。

## 出演
太字はメインキャラクター。

### アダルトゲーム
2006年
- 青空の見える丘（藤宮翠、藤宮聖）

2007年
- あかね色に染まる坂（藤宮彩）
- エターナルファンタジー（カロ）
- ね〜PON?×らいPON!（玲紫）
- はっぴぃプリンセス（朝凪鈴蘭）

2008年
- 真・恋姫†無双 〜乙女繚乱☆三国志演義〜（魏延）
- はっぴぃプリンセス〜Another Fairytale〜（朝凪鈴蘭）

2010年
- 真・恋姫†無双 〜萌将伝〜（魏延）
- 星空へ架かる橋（藤宮詩）

2011年
- Hyper→Highspeed→Genius（雪見カエデ）[1]
- 真夏の夜の雪物語 -MIDSUMMER SNOW NIGHT-（風祭英雄）

2012年
- 辻堂さんの純愛ロード（腰越マキ）[2]
- フツウノファンタジー（ベルフェゴル、グリーン）

2013年
- 辻堂さんのバージンロード（腰越マキ）

2014年
- 彼女のセイイキ（名瀬やえか）

2015年
- 妹のセイイキ（名瀬やえか）
- 真・恋姫†英雄譚2 〜乙女艶乱☆三国志演義［魏］〜（魏延）
- 真・恋姫†英雄譚3 〜乙女艶乱☆三国志演義［呉］〜（魏延）
- ランス03 リーザス陥落（マリス・アマリリス、デュラピー）

2016年
- 学校のセイイキ（名瀬やえか[3]）
- 真・恋姫†英雄譚123+PLUS 〜乙女艶乱☆三国志演義〜（魏延[4]）

2017年
- みなとカーニバルFD（腰越マキ）
- 真・恋姫†夢想-革命- 蒼天の覇王（魏延）

2018年
- 真・恋姫†夢想-革命- 孫呉の血脈（魏延）

2019年
- 真・恋姫†夢想-革命- 劉旗の大望（魏延[5]）

2021年
- クロガネ回姫譚-絢爛華麗-（天照一期）

2022年
- 真・恋姫†英雄譚4 〜乙女耀乱☆三国志演義［呉］〜（魏延[6]）

### 一般ゲーム
- クロガネ回姫譚-閃夜一夜-（2015年、天照一期）
  - クロガネ回姫譚-一期一会-（2015年、天照一期）
  - クロガネ回姫雀（2015年、天照一期[7]）

### アダルトアニメ
- 女狼狂濡（2003年、リンダ）[8]
- 陰陽師〜妖艶絵巻〜（2003年、安倍聖命）
- 新・最終痴漢電車 Rail-2（2004年、上條真夜）
- フロントイノセント（2005年、エイチェル）
- 陰陽師 妖かしの女神〜淫乱呪縛〜（2009年、安倍聖命）[9]
- 監獄戦艦（2009年、ナオミ・エヴァンス）
- ランス01 光をもとめて THE ANIMATION 全4話（2014年 - 2016年、スアマ・リリスマリ）

### ドラマCD
- 青空の見える丘 ドラマCD第2 - 4弾（2006年 - 2007年、藤宮翠）

## ディスコグラフィ

### キャラクターソング
| 発売日        | 商品名                                               | 歌                                             | 楽曲             | 備考                             |
| ------------- | ---------------------------------------------------- | ---------------------------------------------- | ---------------- | -------------------------------- |
| 2012年8月10日 | 星空へ架かる橋/星空へ架かる橋AA Original Soundtracks | 藤宮詩（加賀ヒカル）、藤堂こより（桃井いちご） | 「乙女至上主義」 | PCゲーム『星空へ架かる橋』挿入歌 |